# Xylotrechus subscutellatus
Xylotrechus subscutellatus är en skalbaggsart som beskrevs av Louis Alexandre Auguste Chevrolat 1863. Xylotrechus subscutellatus ingår i släktet Xylotrechus och familjen långhorningar.
Artens utbredningsområde är Sri Lanka. Inga underarter finns listade i Catalogue of Life.